# 貝雷斯強卡
50°41′28″N 29°59′27″E / 50.69111°N 29.99083°E
貝雷斯強卡（烏克蘭語：Берестянка）是位於烏克蘭北部的村莊，由基辅州布恰区的博罗江卡市镇負責管轄。該村面積1.2平方公里，海拔高度136米，2001年人口410，人口密度每平方公里341.7人。